# ماروین آنجلس
ماروین جانور مالینای آنجلس (انگلیسی: Marwin Janver Malinay Angeles؛ زادهٔ ۹ ژانویهٔ ۱۹۹۱) بازیکن فوتبال اهل ایتالیا است.
از باشگاه‌هایی که در آن بازی کرده‌است می‌توان به باشگاه فوتبال گلوبال سبو و باشگاه فوتبال سئرس نیگروس اشاره کرد.
وی همچنین در تیم‌های ملی فوتبال زیر ۲۳ سال فیلیپین و فیلیپین بازی کرده‌است.